# Nakayama (Adelsgeschlecht, Buke)

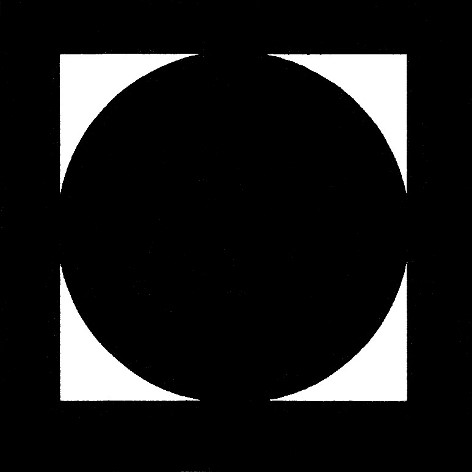
Wappen der Nakayama („Mond im Kästchen (枡)“)

Die Nakayama (japanisch 中山氏, Nakayama-shi) waren eine Familie des japanischen Schwertadels (Buke), die sich über die Tajihi no Mahito von Kaiser Senka ableitete. Mit einem Einkommen von 25.000 Koku gehörten die in Takahagi (Präfektur Ibaraki) residierenden Nakayama ab 1868 zu den kleineren Fudai-Daimyō der Edo-Zeit.

## Genealogie
Die Nakamura waren Vasallen der Hōjō von Odawara.
- Nobuyoshi (信吉; 1576–1642), Bizen no kami und vom Shogunat ernannter Hausältester (karō) der Mito-Tokugawa (水戸藩附家老, Mito-han tsukegarō) und war 1608 Lehrer Tokugawa Yorifusas in Mito. Er und seine Nachkommen residierten ab 1622 in Matsuoka[A 1] (Hitachi) mit 25.000 Koku.
- Nobutoshi (信敏; 1679–1711) zog um in das nahe gelegene Ōta, wo sich die früheren Burg der Satake befand. Er und seine Nachkommen residierten dort auf dem Ōta-goten (大田御殿) bis 1803, danach zogen die Nakayama nach Matsuoka zurück. Das Ōta-goten ging durch Brand verloren.

Letzter Chef des Hauses unter den Tokugawa war  
- Nobuaki (信徴; 1846–1917). Er wurde schließlich 1868 zum Daimyō erhoben. Nach 1868 Baron.